# Vladislav Veselinov
Vladislav Buca Veselinov (Novi Kneževac, Srbija, 21. siječnja 1982.) je bosanskohercegovački rukometaš i član Bosanskohercegovačke rukometne reprezentacije. Igrao sarajevski klub RK Bosna Sarajevo.